# Maxine Minniver
Maxine Stephanie "Max" Kinsella (previamente: Blake & Donovan & Minniver apellido de soltera:) es un personaje ficticio de la serie de televisión británica Hollyoaks, interpretada por la actriz Nikki Sanderson desde el 6 de noviembre de 2012, hasta ahora.

## Biografía
Maxine llega a la villa desde Marbella para visitar a su hermana Mitzeee Minniver luego de robarle dinero a su novio luego de que este la engañara. Inmediatamente después de su llegada Maxine intenta estafar a Cindy Cunningham y a Frankie Osborne intentando venderles maquillajes falsos y luego a Jack Osborne, sin embargo cuando es descubierta Maxine se disculpa.
Cuando Mitzeee encuentra con su hermana al inicio no está feliz de ver a su hermana ya que Maxine le había robado a su primer amor y prometido, Gary. Maxine se disculpa con Mitzeee y le pide que recuerde los momentos felices que pasaron juntas, Mitzeee decide darle una segunda oportunidad pero con la condición de que nunca le vuelva a mentir. Poco después Maxine y Mitzeee se reconcilian y comienzan a trabajar juntas en el Pub. Más tarde Maxine queda destrozada cuando Mitzeee decide mudarse a California.
Después que los Brady se van de la villa Maxine decide pedirle prestado dinero a su hermana para hacer una oferta por el bar "Chez Chez" y así manejarlo junto a su socio de negocios Liam pero sus intentos no resultan. Poco después cuando su casa sufre de una infestación su amiga Sienna Blake y su padre Patrick Blake la invitan a mudarse con ellos, no mucho después de haberse mudado Patrick descubre que Maxine es incapaz de leer adecuadamente y se ofrece para ser su tutor con el objetivo de manipularla, sin embargo Maxine cree que solo Patrick está siendo amable y pronto ambos comienzan una relación, al inicio Sienna no está de acuerdo con que su padre salga con su amiga y decidida a no perder la amistad de Sienna, decide terminar su relación con Patrick, luego intentando olvidar lo sucedido decide ir a una cita con Freddie Roscoe y termina acostándose, poco después regresa con Patrick.
Pronto Patrick comienza a intentar manipular y manejar a Maxine y lo logra, al darse cuenta del comportamiento de Patrick, Ash Kane comienza a sospechar de él y decide ir a visitar a Anna la ex-esposa de Patrick quien le advierte que debía alejar a su amiga de Patrick, pero cuando Ash le cuenta lo sucedido a Maxine ella no le cree y le dice que Patrick es una buena persona.
Poco después Maxine consigue un nuevo trabajo como la gerente del "College Coffee" y cuando el lugar en dónde Patrick iba a realizar un evento del trabajo cancela ella le sugiere el café como reemplazo y el acepta, al inicio las cosas salen bien pero Patrick rápido pierde el temperamento y se siente avergonzado cuando Maxine intenta sacarlo a bailar enfrente de sus invitados, Patrick la lleva lejos de sus invitados y le agarra fuertemente el brazo y le advierte que nunca volviera a actuar de esa manera nuevamente.
Cuando Freddie comienza un incendio en el club sin darse cuenta de que Maxine y Sinead O'Connor se encontraban dentro Dodger Savage se da cuenta de que hay gente adentro y las rescata. Al día siguiente Dodger ayuda nuevamente a Maxine cuando la encuentra sin hogar luego de que Martha Kane le dijera que tenía que mudarse.
Más tarde Patrick y Maxine se separan y Maxine termina acostándose con Dodger, el hijo de Patrick y no mucho después descubre que estaba esperando un hijo de Dodger pero cuando regresa con Patrick, decide abortarlo al darse cuenta de que él descubriría que no era el padre del bebé ya que se había hecho una vasectomía. Cuando Maxine regresa a casa luego del aborto Patrick busca en su bolsa y ve un panfleto de una clínica de aborto y cuando la cuestiona ella le revela que se había acostado con alguien cuando terminaron pero no le revela quien era la persona Patrick se enfurece pero decide continuar con la relación; cuando Dodger descubre que Maxine se había practicado un aborto la confronta y ella le revela que él era el padre del bebé.
Maxine comienza a sentir dolores y termina colapsando por lo que es llevada al hospital donde se recupera, cuando Patrick va a visitarla al hospital comienza a sospechar de la relación entre Maxine y Dodger cuando lo ve con ella y finalmente descubre que Dodger era el padre del bebé. Después de haber sido dada de alta Maxine decide preparar la cena para Patrick pero cuando ella menciona el nombre de Dodger, un enfurecido Patrick la golpea.
Cuando Maxine se viste de duende para ayudar a Dennis Savage para ambientar la villa de Navidad y así apoyarlo tras la muerte de su esposa Leanne Holiday, Patrick se pone celoso y enfurecido termina agrediéndola. Poco después Patrick sufre de otro arranque de ira y le lanza la mesa a Maxine en las piernas con toda la comida caliente. Al día siguiente Maxine se despierta adolorida pero cuando se encuentra con Patrick en la cocina él actúa como si nada hubiera pasado. Intentando manipular nuevamente a Maxine decide pedirle matrimonio pero ella lo rechaza. Sin embargo Maxine cambia de parecer poco después y acepta casarse con Patrick.
Cuando se descubre la verdad sobre todas las mentiras de Sienna; Maxine, Dodger y Patrick se reúnen en el departamento para buscar a Sienna, pero cuando Maxine comienza a mostrarse preocupada por Dodger pronto Patrick se enfurece y se pone violento con ella cuando su hijo se va, la agarra del pelo y la arroja al otro lado de la habitación. Cuando van a visitar a Nancy al hospital Darren se enfurece al ver a Patrick y le dice que esperaba que su hija se fuera al infierno, pocos minutos después enfurecido por lo sucedido Patrick agrede nuevamente a Maxine. 
Maxine decide ir a visitar a Dodger para intentar convencerlo de visitar a su hermana Dodger le dice que tenía miedo de ir a verla ya que varios miembros de su familia habían sido seccionados, por lo que Maxine le dice que tal vez en el pasado él no había podido ayudar ni a su madre Anna Blake ni a su medio hermano Will Savage pero que no era tarde para ayudar a Sienna.
Patrick ataca nuevamente a Maxine cuando descubre que ella había reservado la fiesta de compromiso en el "Dog in the Pond", intentando controlar la situación Patrick cambia los planes y organiza una fiesta en su departamento.
Cuando Patrick descubre que Maxine le había dado la foto de Sophie la hija de Sienna a Dodger se enfurece y la golpea en el estómago, al día siguiente Patrick actúa como si nada hubiera pasado y le dice a Maxine que no espera que ella se disculpe, cuando Nancy llega a la fiesta descubre a Maxine viendo los moretones que Patrick le había hecho, al darse cuenta de lo que estaba sucediendo Nancy se preocupa y cuando confronta a Maxine ella le miente y le dice que los golpes se los había hecho patinando pero Nancy no le cree y la lleva al hospital donde Sandy Roscoe la cura, poco después cuando la oficial Sam Lomax cuestiona a Maxine ella miente y le dice que el ladrón que había entrado a su casa la había golpeado, cuando Jason Roscoe le dice a Patrick que él había entrado a su departamento para recuperar el teléfono de Holly Cunningham, Sam lo arresta creyendo que él había agredido a Maxine sin embargo poco después se descubre la verdad y la corte le ordena a Maxine que sirva servicio comunitario por dar un falso testamento, cuando Patrick la ve cumpliendo su castigo se molesta y la agrede cuando ella regresa a su departamento. Cuando Kevin la va a visitar para invitarla a su cumpleaños Maxine le pide que se vaya por miedo a que Patrick lo encuentre ahí y se desquite con ella.
Poco después Patrick le regala un perro a Maxine para mantenerla controlada y le dice que no puede salir de la casa para quedarse cuidando al perro. Cuando Dennis Savage va a su departamento a devolver al perro a quien estaba cuidando escucha a Patrick agredir y golpear a Maxine. 
Cuando Maxine descubre que está embarazada, al inicio cree que el padre es el hombre con el que se había acostado durante una fiesta en el "Loft" ya que Patrick le había dicho que se había hecho una vasectomía (sin saber que él en realidad le había mentido para controlarla). Cuando Dodger descubre se entera del embarazo de Maxine va a visitarla a su departamento para hablar con ella, aunque al inicio tienen una pelea finalmente Dodger termina revelándole a Maxine que la ama y que quisiera ser él el padre de su bebé, sin embargo cuando están a punto de besarse Patrick llega y cuando ve a su hijo en el departamento se enfurece, cuando Dodger se va Patrick explota e intenta golpearla pero antes de que la golpee Maxine le grita que está embarazada, sorprendido Patrick le miente a Maxine y le pregunta quién es el padre y la acusa de engañarlo.
Cuando Patric decide que Maxine había huido de la despedida de soltera que le estaba haciendo Blessing Chambers en el "The Loft", se enfurece y la ataca, lo que ocasiona que Maxine pierda el equilibrio y se caiga de las escaleras, Maxine inmediatamente es llevada al hospital donde los doctores le dicen que el bebé no sufrió daño, sin embargo cuando Patrick la ataca verbalmente y le dice que es una mala madre por haber puesto al bebé en peligro, una doctora del hospital se da cuenta de la verdad y le da a escondidas una tarjeta a Maxine de servicios de abuso doméstico, Maxine le pide a Dennis Savage que la ayude y finalmente huye de Patrick y va al refugio de mujeres.
En julio del 2014 Patrick logra convencer a Maxine de seguir con la boda y terminan casándose, sin embargo en la recepción Patrick agrede nuevamente a Maxine, quien harta de su maltrato finalmente revela frente a todos los invitados la verdad sobre el abuso que sufre a manos de Patrick. Dodger finalmente descubre la verdad, confronta a Sienna quien sabía lo que estaba pasando y cuando va a visitar a Maxine le dice que la ama y regresan, sin embargo unas horas después cuando Dodger ve a su padre atacando a Maxine lo golpea, Maxine asustada por la confrontación le dice a Dodger que es igual a su padre.
Dennis logra convencer a Maxine de darle una oportunidad a Dodger y ella acepta, pero cuando él está yendo al aeropuerto para irse con ella es arrestado por haber golpeado a su papá. Finalmente Maxine decide irse a California, Estados Unidos para visitar a su hermana, Mitzeee.
El 13 de noviembre de 2014 luego de que Sienna la secuestrara para impedirle regresar con Dodger, Maxine comienza a tener contracciones y cuando Patrick la encuentra la ayuda a dar a luz a su hija, Minnie Minniver quien sufre de síndrome de down sin embargo luego de tenerla, Patrick la abandona para que se muera desangrada.